# Sacalin
Sacalin je novostvoreni rumunjski otok u Crnom moru, odmah uz obalu delte Dunava, uz rukavac Sfântu Gheorghe. U početku se Sacalin sastojao od dva manja otoka, rum. Sacalinu Mare – Veliki Sacalin i rum. Sacalinu Mic – Mali Sacalin. S vremenom su se, međutim, ta dva otoka stopila u jednu neprekinutu kopnenu masu. Rumunjska vlada proglasila je to područje ekološkim rezervatom i na otoku nije dopušteno naseljavanje.